# IC 1467
IC 1467 је спирална галаксија у сазвјежђу Рибе која се налази на листи објеката дубоког неба у Индекс каталогу.
Деклинација објекта је - 3° 13' 52" а ректасцензија 23h 4m 49,6s. Привидна величина (магнитуда) објекта IC 1467 износи 14,8 а фотографска магнитуда 15,5. IC 1467 је још познат и под ознакама MCG -1-58-17, IRAS 23022-0329, PGC 70413.